# Gibraltariens
Les Gibraltariens constituent un groupe ethnique originaire de Gibraltar, un territoire britannique d'outre-mer à la pointe sud de la péninsule Ibérique, à l'entrée de la mer Méditerranée.